# Dipartimento di Kaolack
Il dipartimento di Kaolack (fr. Département de Kaolack) è un dipartimento del Senegal, appartenente alla regione omonima. Il capoluogo è la città di Kaolack, capoluogo regionale.
Si estende nella parte occidentale della regione, sul basso corso del fiume Saloum.
Il dipartimento di Kaolack comprende 4 comuni e 3 arrondissement.
comuni:
- Gandiaye
- Kahone
- Kaolack
- Ndoffane

arrondissement:
- Koumbal
- Ndiédieng
- Sibassor